# Великденска оратория
Великденска оратория (на немски: Osteroratorium, BWV 249) е оратория от Йохан Себастиан Бах.
Първата версия е завършена на 1 април 1725 г. Общо нейните версии са 3, всяка от които значително е изменена. Автор на либретото навярно е Пикандер.
Тематиката е за Великденската неделя, а главни действащи лица са Симон Петър (тенор) и апостол Йоан (бас), които са при празния гроб на Исус.

## Структура
Творбата има 11 части:
1. Sinfonia (инструментал)
2. Adagio (инструментал)
3. Chorus Kommt, eilet und laufet дует
4. Rezitativ "O kalter Männer Sinn"
5. Aria (Soprano) Seele, deine Spezereien
6. Rezitativ Hier ist die Gruft
7. Aria (Tenor) Sanfte soll mein Todeskummer
8. Rezitativ Indessen seufzen wir
9. Aria (Alto) Saget, saget mir geschwinde
10. Rezitativ Wir sind erfreut
11. Chorus Preis und Dank